# Lodes (Alt Loira)
Lodes (en francès Loudes) és un municipi francès situat al departament de l'Alt Loira i a la regió d'Alvèrnia-Roine-Alps. L'any 2007 tenia 868 habitants.

## Demografia

### Població
El 2007 la població de fet de Loudes era de 868 persones. Hi havia 382 famílies de les quals 128 eren unipersonals (48 homes vivint sols i 80 dones vivint soles), 129 parelles sense fills, 101 parelles amb fills i 24 famílies monoparentals amb fills.
La població ha evolucionat segons el següent gràfic:
Habitants censats

### Habitatges
El 2007 hi havia 487 habitatges, 393 eren l'habitatge principal de la família, 43 eren segones residències i 51 estaven desocupats. 421 eren cases i 65 eren apartaments. Dels 393 habitatges principals, 287 estaven ocupats pels seus propietaris, 87 estaven llogats i ocupats pels llogaters i 20 estaven cedits a títol gratuït; 22 tenien una cambra, 26 en tenien dues, 55 en tenien tres, 117 en tenien quatre i 173 en tenien cinc o més. 283 habitatges disposaven pel capbaix d'una plaça de pàrquing. A 166 habitatges hi havia un automòbil i a 149 n'hi havia dos o més.

### Piràmide de població
La piràmide de població per edats i sexe el 2009 era:
| Homes | Edats   | Dones |
| ----- | ------- | ----- |
| 4     | 95 o +  | 0     |
| 4     | 90 a 94 | 16    |
| 0     | 85 a 89 | 16    |
| 8     | 80 a 84 | 12    |
| 28    | 75 a 79 | 16    |
| 12    | 70 a 74 | 32    |
| 24    | 65 a 69 | 24    |
| 12    | 60 a 64 | 28    |
| 20    | 55 a 59 | 36    |
| 20    | 50 a 54 | 28    |
| 28    | 45 a 49 | 24    |
| 28    | 40 a 44 | 16    |
| 44    | 35 a 39 | 32    |
| 32    | 30 a 34 | 36    |
| 8     | 25 a 29 | 8     |
| 16    | 20 a 24 | 20    |
| 20    | 15 a 19 | 28    |
| 16    | 10 a 14 | 24    |
| 28    | 5 a 9   | 24    |
| 16    | 0 a 4   | 8     |

## Economia
El 2007 la població en edat de treballar era de 514 persones, 396 eren actives i 118 eren inactives. De les 396 persones actives 374 estaven ocupades (192 homes i 182 dones) i 22 estaven aturades (10 homes i 12 dones). De les 118 persones inactives 42 estaven jubilades, 37 estaven estudiant i 39 estaven classificades com a «altres inactius».

### Ingressos
El 2009 a Loudes hi havia 392 unitats fiscals que integraven 883,5 persones, la mediana anual d'ingressos fiscals per persona era de 15.562 €.

### Activitats econòmiques
Dels 51 establiments que hi havia el 2007, 1 era d'una empresa extractiva, 3 d'empreses alimentàries, 1 d'una empresa de fabricació de material elèctric, 1 d'una empresa de fabricació d'altres productes industrials, 9 d'empreses de construcció, 15 d'empreses de comerç i reparació d'automòbils, 2 d'empreses de transport, 2 d'empreses d'hostatgeria i restauració, 1 d'una empresa d'informació i comunicació, 3 d'empreses financeres, 4 d'empreses de serveis, 6 d'entitats de l'administració pública i 3 d'empreses classificades com a «altres activitats de serveis».
Dels 16 establiments de servei als particulars que hi havia el 2009, 1 era una gendarmeria, 1 oficina de correu, 2 oficines bancàries, 3 tallers de reparació d'automòbils i de material agrícola, 3 paletes, 2 fusteries, 2 electricistes, 1 perruqueria i 1 restaurant.
Dels 3 establiments comercials que hi havia el 2009, 1 era una botiga de menys de 120 m², 1 una fleca i 1 una carnisseria.
L'any 2000 a Loudes hi havia 48 explotacions agrícoles que ocupaven un total de 1.736 hectàrees.

## Equipaments sanitaris i escolars
L'únic equipament sanitari que hi havia el 2009 era una farmàcia.
El 2009 hi havia 2 escoles elementals.

## Poblacions més properes
El següent diagrama mostra les poblacions més properes.